# Loasaceae
Loasaceae — родина з 15–20 родів і близько 200–260 видів квіткових рослин порядку Cornales, що поширені в Америці та Африці. Представники родини включають однорічні, дворічні та багаторічні трав'янисті рослини, а також кілька кущів і невеликих дерев. Відомо, що члени підродини Loasoideae виявляють швидкий тигмонастичний рух тичинок за наявності запилювачів.

## Роди
- Aosa Weigend
- Blumenbachia Schrad.
- Caiophora C.Presl
- Cevallia Lag.
- Chichicaste Weigend
- Eucnide Zucc.
- Fuertesia Urb.
- Grausa Weigend & R.H.Acuña
- Gronovia L.
- Huidobria Gay
- Kissenia R.Br. ex Endl.
- Klaprothia Kunth
- Loasa Adans.
- Mentzelia L.
- Nasa Weigend
- Petalonyx A.Gray
- Plakothira Florence
- Presliophytum (Urb. & Gilg) Weigend
- Schismocarpus S.F.Blake
- Scyphanthus Sweet
- Xylopodia Weigend